# Буйвидишкес
Буйвиди́шкес (Буйвиди́шки, лит. Buividyškės, пол. Bujwidziszki) — деревня на территории самоуправления Вильнюсского района, у северо-западной границы Вильнюса, возле микрорайона Юстинишкес. На западе граничит с деревней Зуюнай.

## Инфраструктура
В деревне имеются сельскохозяйственная школа, основная школа, начальная школа, почта, коллективные сады, сохранившееся поместье Буйвидишкес (лит. Buivydiškių dvaras), кладбище.

## История
В письменных источниках впервые упоминается в XIII―XIV веках, в 1593 году упоминается поместье. В 1961 году основан Буйвидишкский сельскохозяйственный техникум, в 1990 ― 2001 годах действовала Буйвидишская высшая сельскохозяйственная школа, с 2001 года ― Буйвидишкский центр сельскохозяйственных исследований Вильнюсского колледжа, сейчас ― факультет агротехнологий Вильнюсского колледжа.